# Paratryphera longicornis
Paratryphera longicornis är en tvåvingeart som beskrevs av Louis-Paul Mesnil 1970. Paratryphera longicornis ingår i släktet Paratryphera och familjen parasitflugor. Inga underarter finns listade i Catalogue of Life.